# 小行星1979
小行星1979（1979 Sakharov）是一颗围绕太阳公转的小行星。1960年9月24日，C. J. 万·豪敦、I. 万·豪敦-格勒内费尔德、T. 赫雷爾斯在帕洛马山发现了此天体。
該小行星以蘇聯物理學家安德烈·萨哈罗夫命名。
这颗小行星的绝对星等为220.5640049396638等。